# 733 TCN
733 TCN là một năm trong lịch La Mã.